# Čeněk Šlégl
Čeněk Šlégl (ur. 30 września 1893 w Pradze, zm. 17 lutego 1970 w Pradze) – czeski aktor filmowy. W latach 1919–1941  zagrał w 68 filmach.
Został odznaczony Tarczą Honorową Protektoratu Czech i Moraw z Orłem Świętego Wacława.

## Wybrana filmografia
- 1926: Velbloud uchem jehly – Berka (film niemy)
- 1929: Praskie szwaczki (Pražské švadlenky) – Robert Řimbaba alias Mušoár (film niemy)
- 1931: Aféra plukovníka Rédla – arcyksiążę
- 1932: Na służbie u Sherlocka Holmesa (Lelíček ve službách Sherlocka Holmese) – marszałek dworu
- 1933: Adiutant Jego Wysokości (Pobočník Jeho Výsosti) – kelner w barze
- 1934: Hrdinný kapitán Korkorán – admirał Piacci
- 1934: Polská krev – prezes Jockey Clubu
- 1934: Dziadziuś (Nezlobte dědečka) – Adolf Daněk
- 1937: Advokátka Věra – poeta Karel Benda
- 1939: Ulice zpívá – Puškvorec
- 1939: Krystian (Kristián) – dandys
- 1940: Katakumby (Katakomby) – Kryštof, kierownik biura
- 1941: Hotel Błękitna Gwiazda (Hotel Modrá hvězda) – dyrektor hotelu
- 1941: Nocny motyl (Noční motýl) – kierownik baru